# Pedro Blanco López
 (mai 2020).
Si vous disposez d'ouvrages ou d'articles de référence ou si vous connaissez des sites web de qualité traitant du thème abordé ici, merci de compléter l'article en donnant les références utiles à sa vérifiabilité et en les liant à la section « Notes et références ».
Pour les articles homonymes, voir López.
Pedro Blanco López, né le 14 juillet 1883 à León et mort le 1er mai 1919 à Porto, est un compositeur, pianiste, professeur et critique musical espagnol.

## Biographie
Fils du musicien Mateo Blanco del Rio et de Emilia López Moya, il a commencé ses études musicales avec son père à León. À partir de 1897, il étude à l'École national de la Musique de Madrid, où Felipe Pedrell et Andrés Monge sont ses maîtres. Avec tous les deux, et avec Tomás Bretón, il maintient une importante relation épistolaire pendant toute sa vie. A Madrid, il reçoit le Premier Prix de Piano en 1902[réf. nécessaire].
Il commence à Madrid une carrière comme pianiste qui le fait voyager à Porto, où il reste de 1903 jusqu´à sa mort. À Porto, il se marie avec Clementina Nogueira, avec qui il a deux enfants. Après son arrivée au Portugal, il s'intègre dans le cercle littéraire de la ville de Espinho, composé de personnalités comme le peintre Amadeo de Souza-Cardoso, le poète et pédagogue João de Barros, et surtout, le docteur Manuel Laranjeria. Avec ce dernier il fait  la connaissance d'autres personnalités comme Miguel de Unamuno. Pedro Blanco maintient une correspondance avec lui pendant des années. 
Pendant plus d'une décennie Pedro Blanco développe une activité intense comme professeur de piano, dans une multitude de disciples. Il fait partie du premier corps d'enseignants du Conservatoire de musique de Porto, où il est professeur de 1917 jusqu'à sa mort. 
Blanco occupe une position remarquable dans la vie culturelle de Oporto pendant les deux premières décennies du XXe siècle, participant à des mouvements comme Renascença portuguesa. Artiste passionné et charismatique[pourquoi ?], il profite de son influence pour déployer une importante action sociale.  
Dans la ville de la rivière Duero, il se lie d'amitié avec des personnalités comme le sculpteur António Teixeira Lopes, le dessinateur Leal da Câmara, ou l'écrivain Antero de Figueiredo. Il maintint une correspondance avec beaucoup de personnalités du monde musical et artistique espagnol et international.
En 1911, Pedro Blanco est élu correspondant à Porto de la Société internationale de Musique. Parmi ses travaux musicologiques, ressort un travail d'introduction à la musique populaire portugaise, publié dans la revue française S.I.M.

## Œuvre musicale
Pedro Blanco est auteur d'une vingtaine de pièces pour piano, chant et piano, piano et violon, et pour orchestre.

### Pour piano
- Mazurca Triste (Op. 1).
- Hispania (Op. 4. Version pour orchestre de L. Lambert)
- Heures Romantiques. Impressiones Intimes (Op. 6)
- Galanías (Op. 10)
- Dos mazurcas: Del amor y Del dolor (Op. 12)
- Castilla (Op. 16)

### Pour chant et piano
- ¡Guitarra mía! (Op. 2)
- Los ojos negros (Op. 3)
- Canções :  O Senhor Reitor,  Flor da Rua, A Fiandeira (Op.5).
- Dos melodías : Rosa e lírio, Barca-bela (Op. 9).
- Cantiga et Trovas do longe (Op. 11).
- Duas melodias para piano e canto: Madrigal, Quand même (Op. 14).

### Pour piano et violon
- Romance y Zambra andaluza (Op. 7)

### Pour orchestre
- Añoranzas (Op. 8).
- Duas melodias portuguesas : Anjo da Guarda, Noite de Amores (Op. 13).
- Concierto en si menor (piano et orchestre, Op. 15).